# Jockgrimer Tongruben
Das Naturschutzgebiet Jockgrimer Tongruben liegt südwestlich der Ortsgemeinde Jockgrim im Landkreis Germersheim in Rheinland-Pfalz. Es wurde im Jahr 1990 unter Naturschutz gestellt und zählt zur IUCN-Kategorie IV, die auf den Erhalt spezifischer Lebensräume und Arten abzielt.

## Lage
Das etwa 51 ha große Gebiet erstreckt sich südwestlich der Ortsgemeinde Jockgrim. Es wird vom Schmerbach durchflossen und befindet sich am nördlichen Ausläufer des Bienwalds. Unweit östlich verlaufen die Landesstraße 540 und die B 9.

## Naturraum
Das Naturschutzgebiet „Jockgrimer Tongruben“ ist ein faszinierendes Beispiel dafür, wie ehemalige Industriegebiete zu wertvollen Naturräumen werden können. Der Name verrät bereits die ursprüngliche Nutzung des Gebiets: Im heutigen Naturschutzgebiet wurde früher im Tagebau Ton gewonnen. Diese historische Abbautätigkeit hat eine besondere Landschaft geschaffen, die heute wichtige ökologische Funktionen erfüllt.
Das Gebiet wird vom Schmerbach durchflossen und beherbergt verschiedene Teiche und Gewässer, die durch die ehemalige Abbautätigkeit entstanden sind. Diese Wasserflächen sind besonders wertvoll für den Amphibienschutz: Ein neuer Lebensraum ist entstanden, in dem sich Gelbbauchunke, Teichmolch und Springfrosch wohl fühlen können.
Schutzzweck ist die Erhaltung der Lebensgemeinschaften und Lebensstätten der zum Teil seltenen, in ihrem Bestand bedrohten wildwachsenden Pflanzen und wildlebenden Tiere in den ehemaligen Tongruben sowie den angrenzenden Bereichen. Das sind vor allem offene Wasserflächen, Flachwasser- und Uferzonen, Sandflächen, Altholzinseln und moorige Auewiesen. Der Schutz erfolgt außerdem aus wissenschaftlichen Gründen.

## Besuch und Freizeit
Für Naturliebhaber und Wanderer ist das Gebiet gut erschlossen. Es gibt eine 3,7 km lange Route durch das Naturschutzgebiet mit einem geringen Höhenunterschied von etwa 11 m.

### Verhaltensregeln
Um die empfindliche Natur zu schützen, gelten folgende Regeln:
- Betreten nur auf ausgewiesenen Wegen: Das Verlassen der Wege ist untersagt.
- Radfahren und Reiten verboten: Diese Aktivitäten sind im gesamten Gebiet nicht erlaubt.
- Motorisierte Fahrzeuge: Nur auf öffentlich gewidmeten Straßen gestattet.

Diese Maßnahmen dienen dem Schutz der einzigartigen Flora und Fauna des Gebiets.

## Weitere Bilder zum Artikel

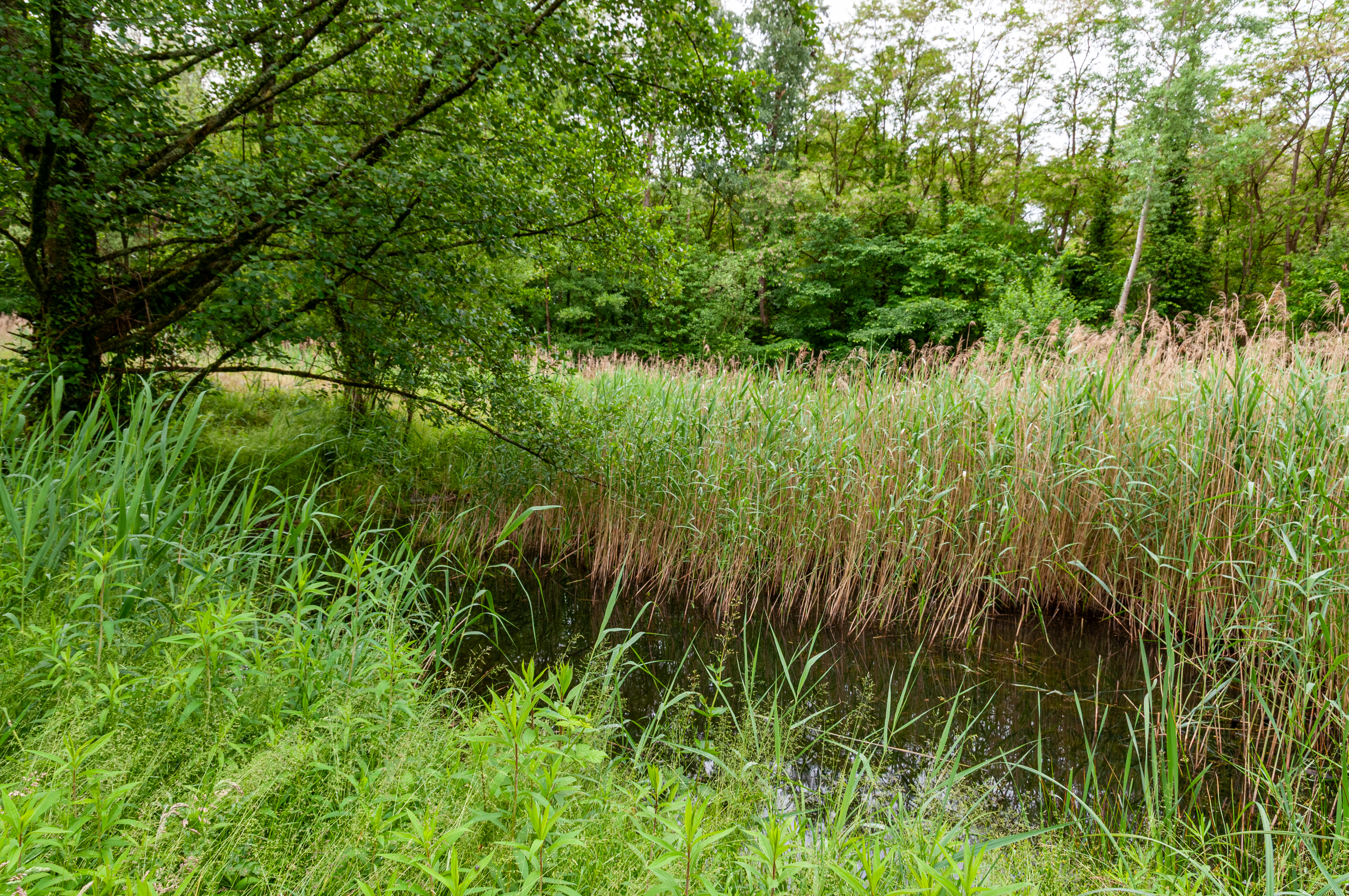
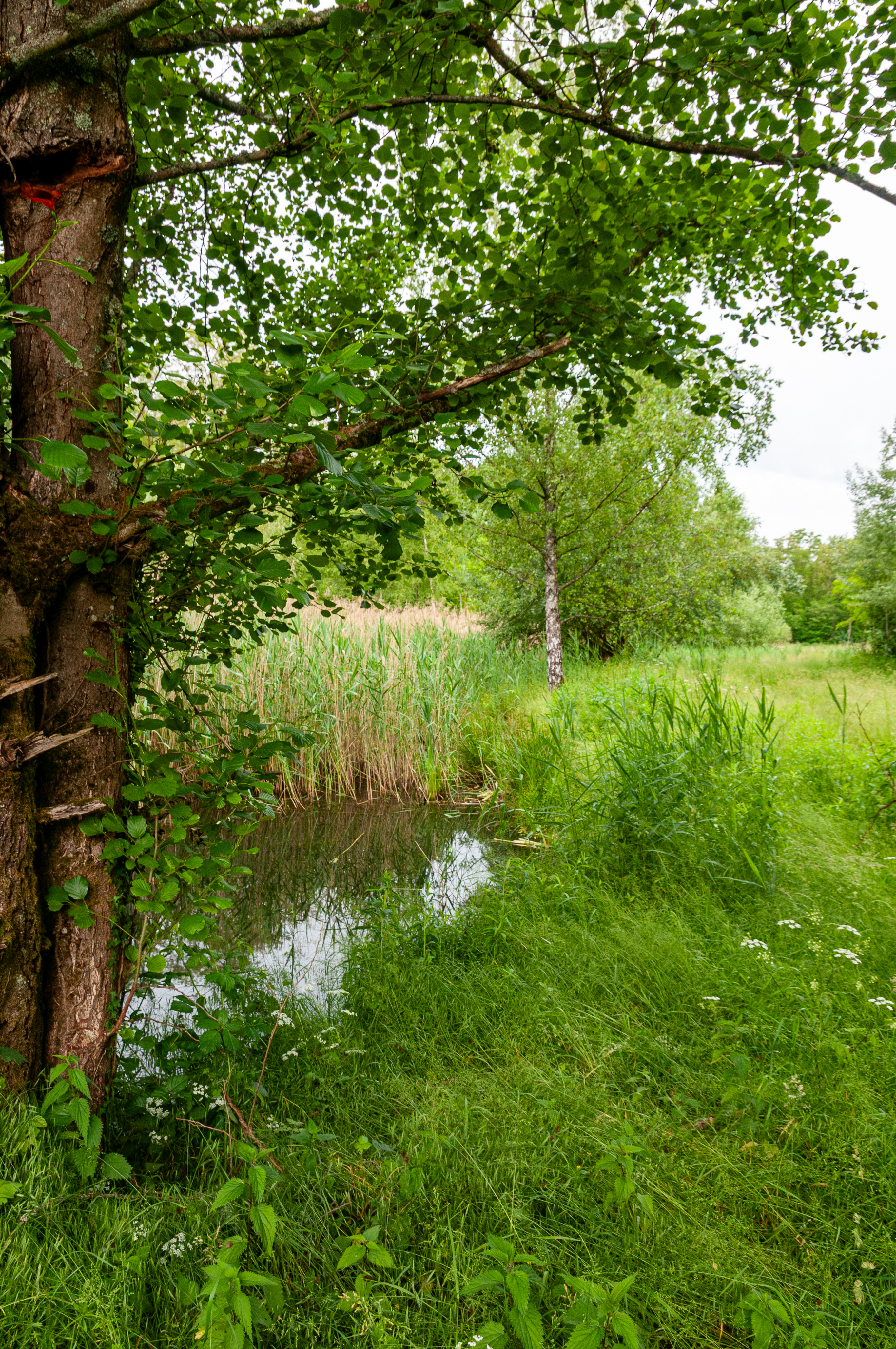
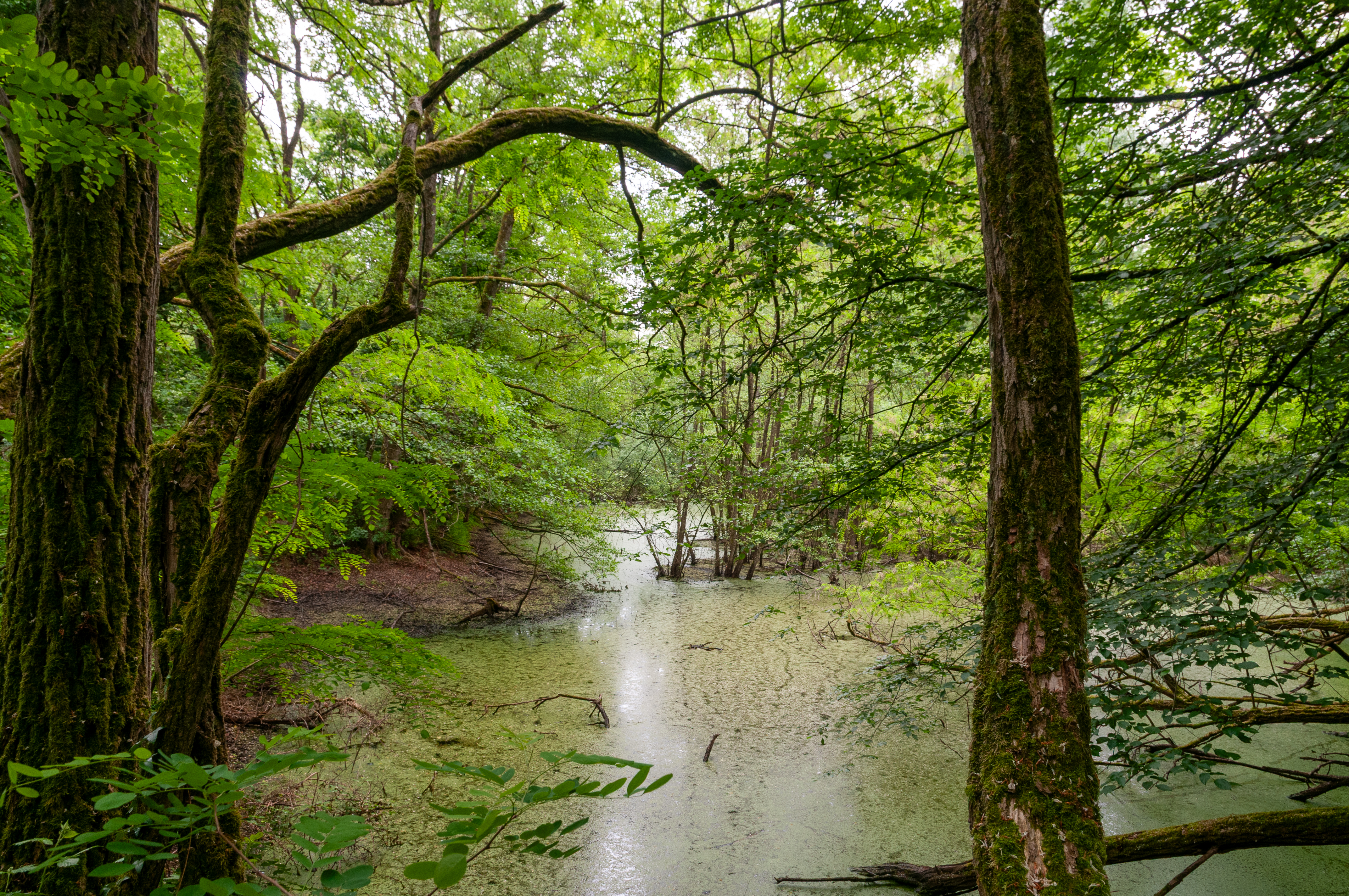
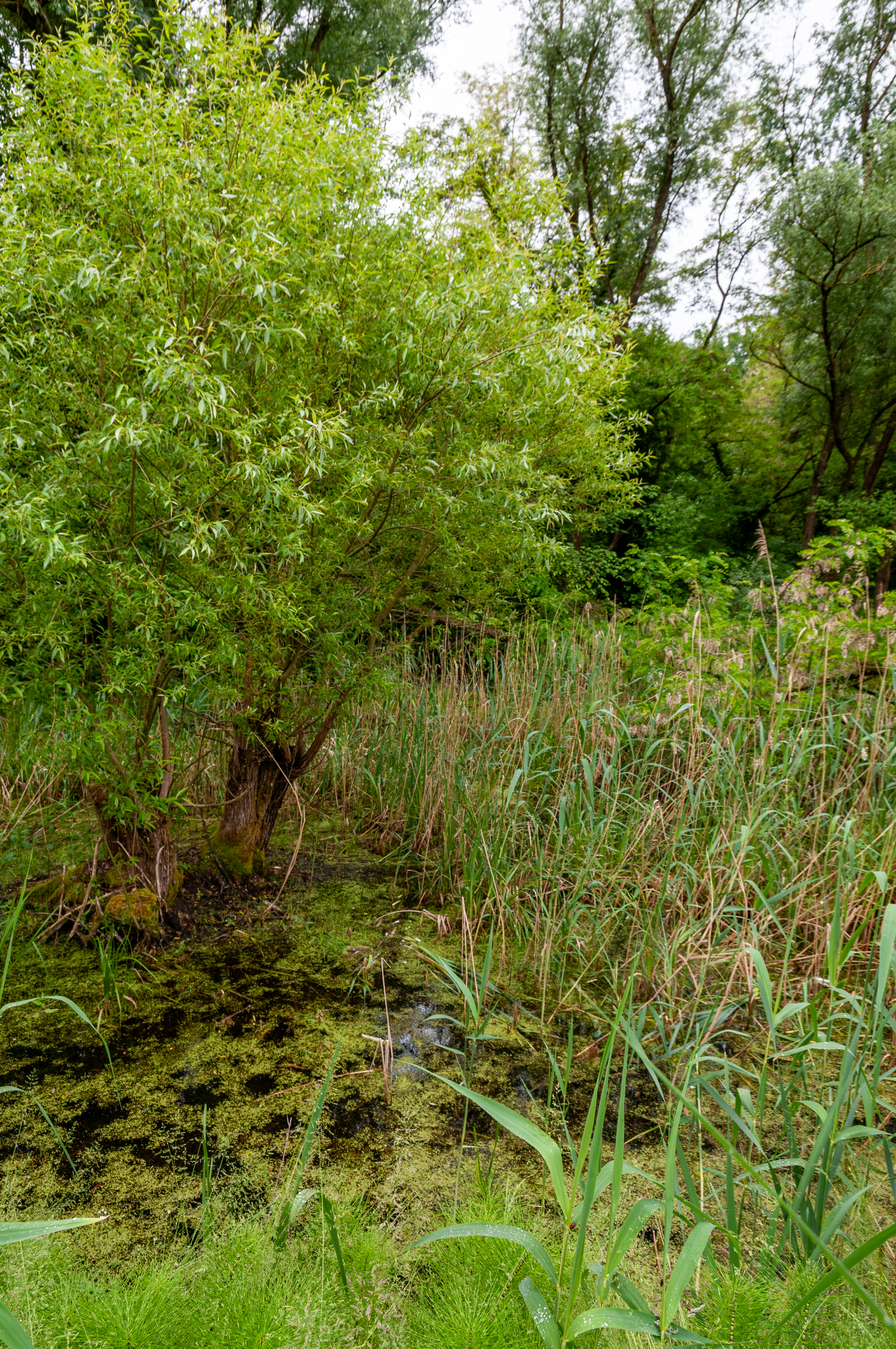
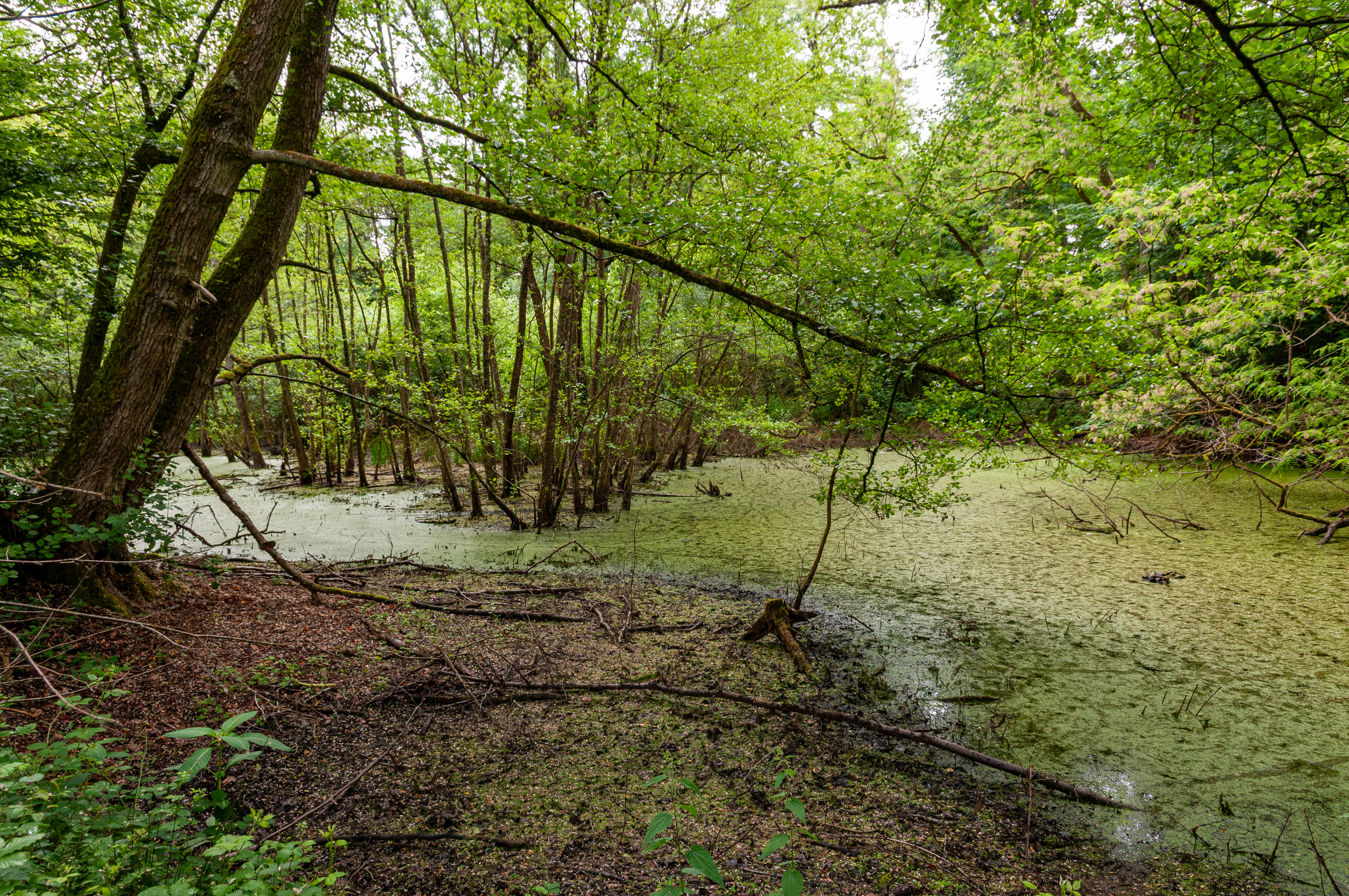